# 압델카림 엘 하우아리
압델카림 엘 하우아리 (عبد الكريم الهواري, Abdelkarim El Haouari, 1993년 12월 19일 ~) 은 모로코의 에페 펜싱 선수이다. 2012년 하계 올림픽에서 그는 남자 에페 개인전에 출전하였다. 그러나, 그는 32강에서 헝가리의 임레 게저에게 패하며 탈락하였다.